# Fins i tot els déus
Fins i tot els déus (títol original en anglès: The Gods Themselves) és una novel·la de ciència-ficció escrita per Isaac Asimov i publicada el 1972. Va rebre els Premis Hugo, Locus i Nebula.
L'obra va ser originalment publicada en revistes com a històries separades, i el propi Asimov ha afirmat que es tracta de la seva millor obra, especialment la segona part.
El títol de l'obra i el de cada una de les seves tres parts, provenen de la frase del poeta i dramaturg Friedrich von Schiller: "Contra l'estupidesa, fins i tot els déus lluiten en va.".
Ha estat traduït al català per Jordi Pineda i Fortuny i publicat per Edicions Proa el 1997.

## Argument
Com és habitual en Asimov, la novel·la es divideix en tres seccions que tenen lloc en moments i llocs diferents. La trama principal és una conspiració d'una raça d'extraterrestres que viuen en un univers paral·lel moribuns i que conspiren per convertir el Sol en una supernova per obtenir-ne energia i poder assegurar la seva subsistència.
Asimov va declarar que la novel·la, sobretot la segona part, va ser la seva millor obra mai escrita.

### Primera part: Contra l'estupidesa…
La primera part es desenvolupa a la Terra, on es realitza un procés de transferència d'energia (electrons i positrons) entre universos per obtenir energia barata i en grans quantitats. El jove físic idealista Peter Lamont descobreix que aquest procés comporta resultats col·laterals indesitjables que posen en risc el Sol i en conseqüència la vida en el Sistema solar. Els seus intents d'advertir sobre el perill són totalment ignorats pel "pare" de l'invent, un radioquímic poc qualificat.

### Segona part: …fins i tot els déus…
La segona part té lloc a l'univers paral·lel. Allà, hi viu una espècie alienígena amb tres sexes, cadascun amb rols definits bastant rígids, el Racional (esquerre), el Paternal (dret), i l'Emocional (central). A l'ésser de forma etèria hi poden co-penetrar (ocupant el mateix lloc en l'espai) els altres de la seva espècie, principalment per motius sexuals. S'alimenten d'energia solar en un univers on el seu sol envelleix i cada vegada hi ha menys estrelles, i menys habitants.
Hi ha una segona forma de vida alienígena, els Éssers Durs, els quals, en ser físicament corporis, són els únics que posseeixen accés a tecnologia i manipulació de materials, i els que ofereixen la seva única esperança, un nou invent, "menjar artificial", energia obtinguda directament d'un univers paral·lel, on hi viuen els humans. Lamentablement és poc abundant, així que decideixen convertir el nostre sol en una supernova per obtenir majors quantitats i així garantir la seva pròpia supervivència. La jove emocional Dua descobreix el complot i lluita en contra del règim establert.

### Tercera part: …lluiten en va?
La tercera part transcorre a la Lluna els habitants de la qual volen independitzar-se de la Terra. Allà l'estudiós de la parafísica, Benjamin Allan Denison, troba una solució al problema que posa en risc la supervivència de la humanitat.